# Georg Voggenreiter
Georg Voggenreiter (* 15. November 1919 in Nürnberg; † 27. September 1986 ebenda) war ein deutscher Radrennfahrer.

## Sportliche Laufbahn
Nach der Schule machte Georg Voggenreiter zunächst eine Mechaniker-Lehre. Von stämmiger, kräftiger Figur, versuchte er sich nicht nur im Radsport, sondern auch als Gewichtheber und Ringer, blieb jedoch beim Radsport. Er begann seine Amateur-Karriere 1934. Die sah zunächst gar nicht erfolgversprechend aus. Nachdem er eine Einladung in die Dortmunder Westfalenhalle zu einem Sichtungslehrgang mit Walter Rütt erhalten hatte, schickte Rütt ihn wieder als "untauglich" nach Hause. Daraufhin bestritt Voggenreiter vorwiegend Straßenrennen und Kriterien. Nachdem er sich wieder stärker dem Bahnradsport zuwandte, gewann er 1944 mit den Hans Hörmann und Ludwig Hörmann die Meisterschaft in der Mannschaftsverfolgung und 1943 die deutsche Meisterschaft im Sprint und auf dem Tandem (mit Rudi Mirke). Letzteren Erfolg wiederholten beide 1944. im selben Jahr unternahm er seine ersten Versuche als Steher.
Voggenreiter, genannt „Vogges“, wurde in den Nachkriegsjahren einer der populärsten Sportler Deutschlands, besonders beliebt war er in seiner Heimatstadt Nürnberg. Er errang 14 Deutsche Meistertitel, die meisten davon auf der Bahn, im Sprint, im Tandem sowie mit dem Bahnvierer. Insgesamt konnte er in seinen Profi-Jahren von 1946 bis 1957 über 300 Siege erringen.1948 gewann er den Großen Preis von Berlin. Voggenreiter startete auch bei Sechstagerennen.
Voggenreiters größter Erfolg war sein Sieg bei den Deutschen Straßen-Radmeisterschaften 1947 in Berlin, vor Georg Singer und Otto Ziege.
Nach dem Ende seiner Rennsport-Karriere war Voggenreiter beim RC Schwalbe Nürnberg, dem er bereits seit 1932 angehörte, noch viele Jahre als Radball-Spieler aktiv.